# A Darker Shade of Evil
A Darker Shade of Evil – minialbum norweskiej blackmetalowej grupy Fleurety. Było to pierwsze wydawnictwo nagrane przez Fleurety w studiu.

## Lista utworów
1. "Profanations Beneath The Bleeding Stars" – 5:02
2. "...And the Choirs Behind Him" – 1:27
3. "My Resurrection in Eternal Hate" – 4:46

## Twórcy
- Alexander Nordgaren – gitara elektryczna, gitara basowa, gitara
- Svein Egil Hatlevik – perkusja, syntezator, śpiew